# Liste der Stolpersteine in Hargesheim
Die Liste der Stolpersteine in Hargesheim enthält alle Stolpersteine, die im Rahmen des gleichnamigen Kunst-Projekts von Gunter Demnig in Hargesheim verlegt wurden. Mit ihnen soll der Opfer des Nationalsozialismus gedacht werden, die in Hargesheim lebten und wirkten.

## Verlegte Stolpersteine
| Adresse, Lage                 | Verlegedatum | Name, Inschrift | Bild | Anmerkung |
| ----------------------------- | ------------ | --- | ---- | --------- |
| Lindenstraße 11 (Standort)    | 6. Feb. 2022 | HIER WOHNTE THERESIA RAUNER GEB. KAHN JG. 1855 FLUCHT 1939 HOLLAND INTERNIERT WESTERBORK DEPORTIERT 1942 AUSCHWITZ ERMORDET 3.12.1942 |      |           |
| Lindenstraße 11 (Standort)    | 6. Feb. 2022 | HIER WOHNTE ARTHUR RAUNER JG. 1882 DEPORTIERT 1942 TRANSIT-GHETTO KRASNICZYN ERMORDET                                                 |      |           |
| Lindenstraße 11 (Standort)    | 6. Feb. 2022 | HIER WOHNTE AUGUSTE RAUNER GEB. POSNER JG. 1885 DEPORTIERT 1942 TRANSIT-GHETTO KRASNICZYN ERMORDET                                    |      |           |
| Raiffeisenstraße 2 (Standort) | 6. Feb. 2022 | HIER WOHNTE ADOLF MARX JG. 1883 DEPORTIERT 1942 TRANSIT-GHETTO KRASNICZYN ERMORDET                                                    |      |           |
| Raiffeisenstraße 2 (Standort) | 6. Feb. 2022 | HIER WOHNTE EMMA MARX GEB. LÖB JG. 1878 DEPORTIERT 1942 TRANSIT-GHETTO KRASNICZYN ERMORDET                                            |      |           |
| Zum Hinkelstein 34 (Standort) | 6. Feb. 2022 | HIER WOHNTE HERMANN KAHN JG. 1870 DEPORTIERT 1942 THERESIENSTADT ERMORDET 10.11.1943                                                  |      |           |
| Zum Hinkelstein 34 (Standort) | 6. Feb. 2022 | HIER WOHNTE PAULINE KAHN GEB. LÖB JG. 1873 DEPORTIERT 1942 THERESIENSTADT ERMORDET 6.5.1944                                           |      |           |